# Inma del Moral
Pour les articles homonymes, voir Moral.
Inma del Moral, née le 3 avril 1974 à Madrid, est une présentatrice de télévision, modèle et actrice espagnole.